# بلورنگاری
بلورنگاری (به انگلیسی: Crystallography) که بلورشناسی نیز نامیده می‌شود، علم تجربی تعیین آرایش اتم‌ها در جامدات کریستالی است. بلورنگاری یک موضوع اساسی در زمینه علم مواد و فیزیک حالت جامد (فیزیک ماده چگال) است. کلمه «کریستالوگرافی» از کلمات یونانی (krystallos) «یخ شفاف، کریستال سنگ» گرفته شده‌است که معنای آن به همه جامدات با درجه ای از شفافیت گسترش می‌یابد. در ژوئیه ۲۰۱۲، سازمان ملل متحد اهمیت علم کریستالوگرافی را با اعلام اینکه سال ۲۰۱۴ سال بین‌المللی بلورنگاری خواهد بود به رسمیت شناخت.

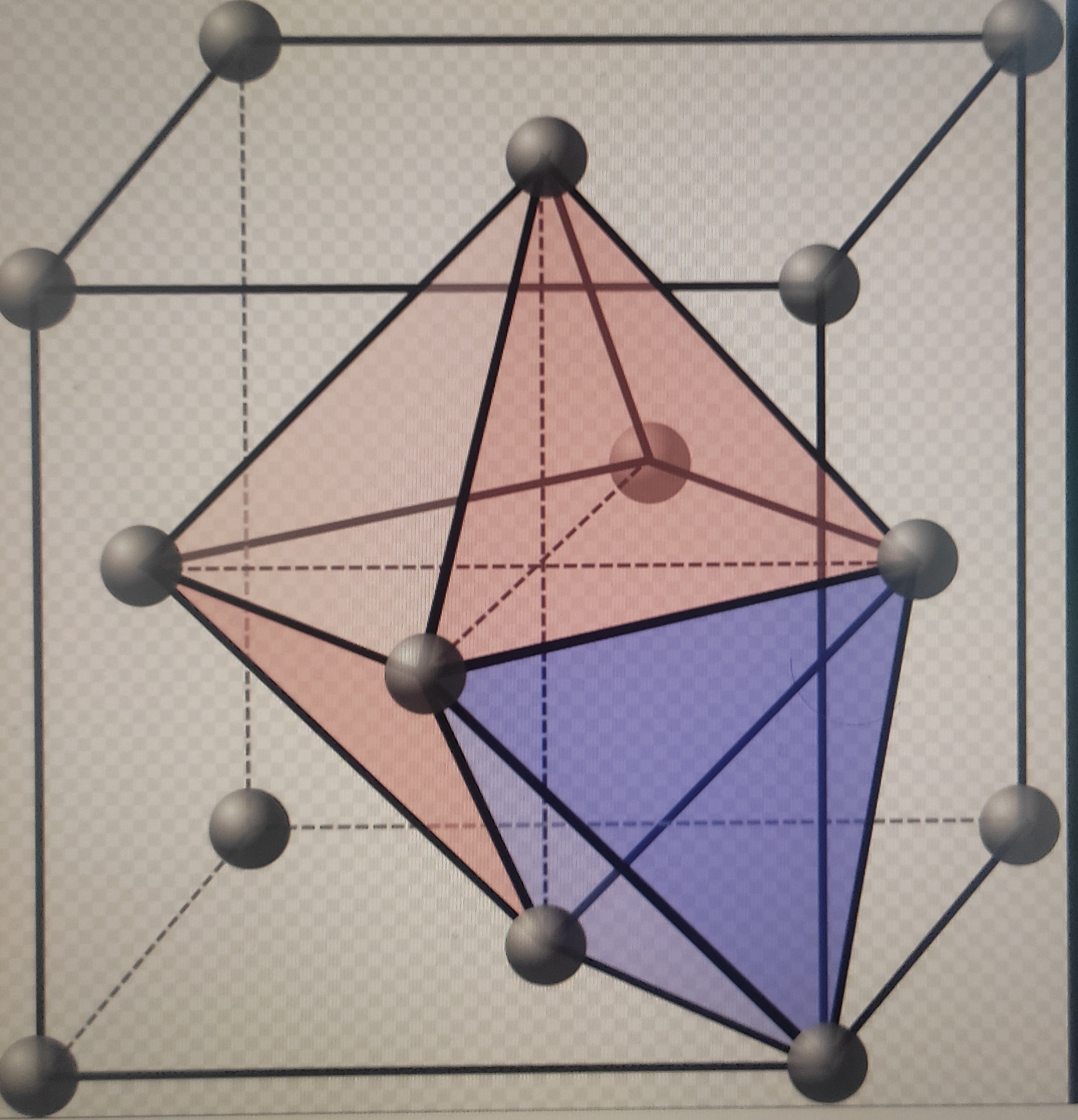
سایت‌های بینابینی هشت وجهی و چهار وجهی در یک ساختار مکعبی در مرکز صورت

قبل از توسعه بلورنگاری پراش اشعه ایکس، مطالعه کریستال‌ها بر اساس اندازه‌گیری فیزیکی هندسه آنها با استفاده از یک گونیا بود. این شامل اندازه‌گیری زوایای وجوه بلور نسبت به یکدیگر و محورهای مرجع نظری (محورهای کریستالوگرافی) و ایجاد تقارن کریستال مورد نظر بود. موقعیت هر وجه کریستالی در فضای سه بعدی بر روی یک شبکه استریوگرافی مانند شبکه Wulff یا شبکه Lambert ترسیم می‌شود. قطب به هر وجه روی شبکه رسم می‌شود. هر نقطه با شاخص میلر خود برچسب گذاری شده‌است. طرح نهایی اجازه می‌دهد تا تقارن کریستال ایجاد شود.
روش‌های بلورنگاری در حال حاضر به تجزیه و تحلیل الگوهای پراش نمونه‌ای که توسط یک پرتو از نوعی هدف قرار گرفته‌است، بستگی دارد. اشعه ایکس بیشتر مورد استفاده قرار می‌گیرد. پرتوهای دیگر مورد استفاده شامل الکترون یا نوترون است. دانشمندان بلورنگاری اغلب به صراحت نوع پرتو مورد استفاده را بیان می‌کنند، مانند اصطلاحات بلورنگاری پرتو ایکس، پراش نوترونی و پراش الکترونی. این سه نوع تشعشع به روش‌های مختلفی با نمونه برهمکنش می‌کنند.

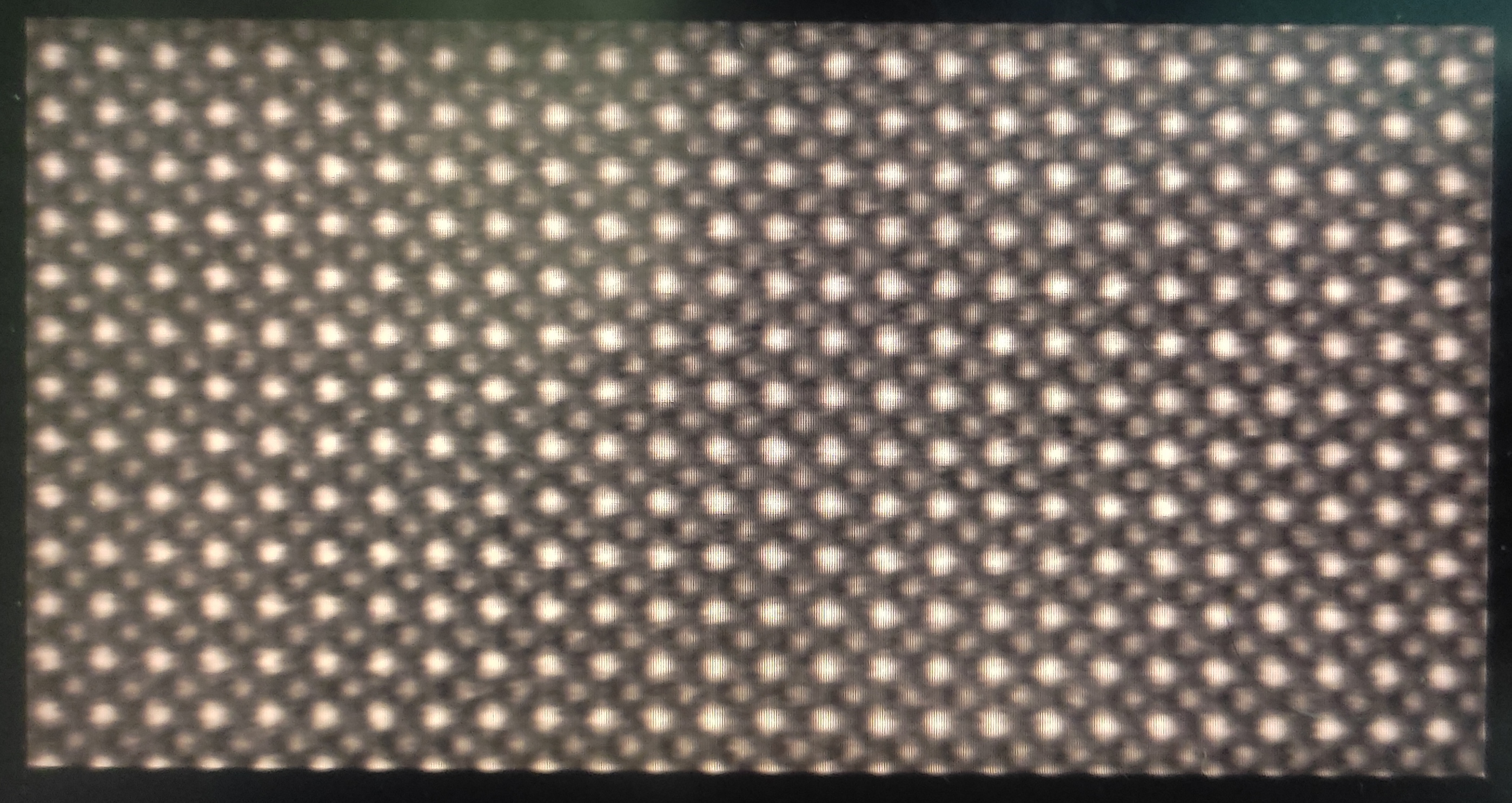
یک جامد کریستالی: تصویر وضوح اتمی از تیتانات استرانسیم. نقاط روشن‌تر ستون‌هایی از اتم‌های استرانسیم و نقاط تیره‌تر ستون‌های تیتانیوم-اکسیژن هستند.

پرتوهای ایکس با توزیع فضایی الکترون‌ها در نمونه برهم کنش دارند. الکترون‌ها ذرات باردار هستند و بنابراین با توزیع بار کل هسته‌های اتمی و الکترون‌های نمونه تعامل دارند. نوترون‌ها توسط هسته‌های اتمی از طریق نیروهای هسته ای قوی پراکنده می‌شوند، اما علاوه بر این، گشتاور مغناطیسی نوترون‌ها غیر صفر است؛ بنابراین آنها نیز توسط میدان‌های مغناطیسی پراکنده می‌شوند. هنگامی که نوترون‌ها از مواد حاوی هیدروژن پراکنده می‌شوند، الگوهای پراش با سطوح نویز بالا تولید می‌کنند. با این حال، گاهی می‌توان این ماده را برای جایگزینی دوتریوم به جای هیدروژن درمان کرد.

## اصل کلی
با تکنیک‌های تصویربرداری مرسوم مانند میکروسکوپ نوری، گرفتن تصویر از یک جسم کوچک نیازمند جمع‌آوری نور با عدسی بزرگ‌نمایی است. وضوح هر سیستم نوری توسط حد پراش نور، که به طول موج آن بستگی دارد، محدود می‌شود؛ بنابراین، وضوح کلی نقشه‌های چگالی الکترون بلورنگاری به‌شدت وابسته به وضوح داده‌های پراش است که می‌توان آن‌ها را به‌صورت: کم، متوسط، زیاد و اتمی طبقه‌بندی کرد. به عنوان مثال، نور مرئی دارای طول موجی در حدود ۴۰۰۰ تا ۷۰۰۰ اونگستروم است که سه مرتبه بزرگتر از طول پیوندهای اتمی معمولی و خود اتم‌ها (حدود ۱ تا ۲ Å) است؛ بنابراین، یک میکروسکوپ نوری معمولی نمی‌تواند آرایش فضایی اتم‌ها را در یک کریستال تشخیص دهد. برای انجام این کار، ما به تابش با طول موج‌های بسیار کوتاه‌تر، مانند پرتوهای اشعه ایکس یا نوترونی نیاز داریم.
متأسفانه، فوکوس کردن اشعه ایکس با لنزهای نوری معمولی می‌تواند یک چالش باشد. دانشمندان در تمرکز پرتوهای ایکس با صفحات میکروسکوپی منطقه فرنل ساخته شده از طلا، و با بازتاب زاویه بحرانی در داخل مویرگ‌های مخروطی طولانی، موفقیت‌هایی داشته‌اند. پرتوهای پراش اشعه ایکس یا نوترون را نمی‌توان برای تولید تصاویر متمرکز کرد، بنابراین ساختار نمونه باید از الگوی پراش بازسازی شود.
الگوهای پراش از تداخل سازنده تابش فرودی (اشعه ایکس، الکترون، نوترون)، که توسط ویژگی‌های دوره ای و تکرار شونده نمونه پراکنده شده‌است، ناشی می‌شود. کریستال‌ها به دلیل ساختار اتمی بسیار منظم و تکراری خود (شبکه Bravais)، پرتوهای ایکس را به شیوه ای منسجم پراش می‌کنند که به آن بازتاب براگ نیز گفته می‌شود.

## روش‌ها
برخی از موادی که به صورت بلورنگاشتی آنالیز شده‌اند، مانند پروتئین‌ها، به‌طور طبیعی به عنوان کریستال وجود ندارند. به‌طور معمول، چنین مولکول‌هایی در محلول قرار می‌گیرند و اجازه می‌دهند تا به آرامی از طریق انتشار بخار متبلور شوند. قطره ای از محلول حاوی مولکول، بافر و رسوب دهنده‌ها در ظرفی با مخزن حاوی محلول رطوبت گیر بسته می‌شود. آب در قطره به مخزن پخش می‌شود و به آرامی غلظت را افزایش می‌دهد و اجازه می‌دهد تا یک کریستال تشکیل شود. اگر غلظت سریع‌تر افزایش یابد، مولکول به سادگی از محلول رسوب می‌کند و منجر به ایجاد گرانول‌های نامنظم می‌شود تا یک کریستال منظم و قابل استفاده.
هنگامی که یک کریستال به دست آمد، می‌توان داده‌ها را با استفاده از یک پرتو تابش جمع‌آوری کرد. اگرچه بسیاری از دانشگاه‌هایی که درگیر تحقیقات بلورنگاری هستند، تجهیزات تولید اشعه ایکس مخصوص به خود را دارند، سینکروترون‌ها اغلب به‌عنوان منابع پرتو ایکس استفاده می‌شوند، زیرا الگوهای خالص‌تر و کامل‌تری که چنین منابعی می‌توانند تولید کنند. منابع سنکروترون همچنین دارای شدت بسیار بالاتری از پرتوهای اشعه ایکس هستند، بنابراین جمع‌آوری داده‌ها کسری از زمانی را که معمولاً در منابع ضعیف‌تر لازم است، طول می‌کشد.
از تکنیک‌های بلورنگاری نوترونی تکمیلی برای شناسایی موقعیت اتم‌های هیدروژن استفاده می‌شود، زیرا پرتوهای ایکس تنها با عناصر سبک مانند هیدروژن برهمکنش بسیار ضعیفی دارند. تولید یک تصویر از الگوی پراش به ریاضیات پیچیده و اغلب یک فرایند تکراری مدل‌سازی و اصلاح نیاز دارد. در این فرایند، الگوهای پراش پیش‌بینی شده ریاضی یک ساختار فرضی یا «مدل» با الگوی واقعی تولید شده توسط نمونه کریستالی مقایسه می‌شود. در حالت ایدئال، محققان چندین حدس اولیه را انجام می‌دهند که از طریق پالایش، همه بر روی یک پاسخ همگرا می‌شوند. مدل‌ها تا زمانی که الگوهای پیش‌بینی‌شده آن‌ها تا حدی که بدون تجدیدنظر اساسی در مدل به دست می‌آید، مطابقت داشته باشند، اصلاح می‌شوند. این یک فرایند پر زحمت است که امروزه توسط رایانه‌ها بسیار آسان‌تر شده‌است.
روش‌های ریاضی برای تجزیه و تحلیل داده‌های پراش فقط برای الگوها اعمال می‌شود، که به نوبه خود تنها زمانی نتیجه می‌شود که امواج از آرایه‌های منظم پراکنده شوند. از این رو بلورنگاری در بیشتر موارد فقط در مورد کریستال‌ها یا مولکول‌هایی که می‌توانند برای اندازه‌گیری متمایل شوند تا کریستال شوند کاربرد دارد. با وجود این، مقدار معینی از اطلاعات مولکولی را می‌توان از الگوهای تولید شده توسط الیاف و پودرها استنباط کرد، که اگرچه به اندازه یک کریستال جامد کامل نیستند، اما ممکن است درجه ای از نظم را نشان دهند. این سطح از نظم می‌تواند برای استنباط ساختار مولکول‌های ساده یا تعیین ویژگی‌های درشت مولکول‌های پیچیده‌تر کافی باشد. برای مثال، ساختار دو مارپیچی DNA از الگوی پراش اشعه ایکس که توسط یک نمونه فیبری تولید شده بود، استنتاج شد.

## علم مواد
بلورنگاری توسط دانشمندان مواد برای توصیف مواد مختلف استفاده می‌شود. در تک بلورها، اثرات آرایش کریستالی اتم‌ها اغلب به راحتی قابل مشاهده است زیرا اشکال طبیعی کریستال‌ها ساختار اتمی را منعکس می‌کند. علاوه بر این، خواص فیزیکی اغلب توسط نقص کریستالی کنترل می‌شود. درک ساختارهای کریستالی یک پیش نیاز مهم برای درک عیوب بلورنگاری است. بیشتر مواد به صورت یک کریستال منفرد به وجود نمی‌آیند، بلکه ماهیتاً چند کریستالی هستند (آنها به صورت مجموعه ای از کریستال‌های کوچک با جهت‌گیری‌های مختلف وجود دارند). به این ترتیب، تکنیک‌های پراش پودر، که الگوهای پراش نمونه‌های پلی کریستالی با تعداد زیادی کریستال را می‌گیرد،
نقش مهمی در تعیین ساختار ایفا می‌کند. سایر خواص فیزیکی نیز با بلورنگاری مرتبط هستند. برای مثال، کانی‌های موجود در خاک رس ساختارهای کوچک، مسطح و صفحه‌ای را تشکیل می‌دهند. خاک رس را می‌توان به راحتی تغییر شکل داد زیرا ذرات صفحه مانند می‌توانند در امتداد یکدیگر در صفحه صفحات بلغزند، اما در جهت عمود بر صفحات به شدت متصل می‌مانند. چنین مکانیسم‌هایی را می‌توان با اندازه‌گیری بافت بلورنگاشتی مطالعه کرد.
در مثالی دیگر، آهن از یک ساختار مکعبی (bcc) به نام فریت به یک ساختار مکعبی (fcc) رو به مرکز به نام آستنیت تبدیل می‌شود. ساختار fcc برخلاف ساختار bcc یک ساختار بسته‌بندی شده‌است؛ بنابراین حجم آهن با وقوع این تغییر شکل کاهش می‌یابد.
بلورنگاری در شناسایی فاز مفید است. هنگام ساخت یا استفاده از یک ماده، به‌طور کلی مطلوب است که بدانیم چه ترکیبات و چه فازهایی در ماده وجود دارد، زیرا ترکیب، ساختار و نسبت آنها بر خواص مواد تأثیر می‌گذارد. هر فاز دارای آرایش مشخصه ای از اتم‌ها است. پراش اشعه ایکس یا نوترون را می‌توان برای شناسایی ساختارهای موجود در ماده و بنابراین ترکیبات موجود استفاده کرد. بلورنگاری شامل شمارش الگوهای تقارنی است که می‌توانند توسط اتم‌ها در یک بلور تشکیل شوند و به همین دلیل به نظریه گروه مربوط می‌شود.

## زیست‌شناسی
بلورنگاری پرتو ایکس روش اولیه برای تعیین ترکیبات مولکولی ماکرومولکول‌های بیولوژیکی، به ویژه پروتئین و اسیدهای نوکلئیک مانند DNA و RNA است. در واقع، ساختار دو مارپیچ DNA از داده‌های بلورنگاری استنباط شد. اولین ساختار بلوری یک ماکرومولکول در سال ۱۹۵۸ حل شد، یک مدل سه بعدی از مولکول میوگلوبین که با تجزیه و تحلیل اشعه ایکس به دست آمد. بانک اطلاعات پروتئین (PDB) یک مخزن آزادانه برای ساختارهای پروتئین‌ها و سایر ماکرومولکول‌های بیولوژیکی است. برنامه‌های کامپیوتری مانند RasMol, Pymol یا VMD می‌توانند برای تجسم ساختارهای مولکولی بیولوژیکی استفاده شوند. بلورنگاری نوترونی اغلب برای کمک به اصلاح ساختارهای به دست آمده با روش‌های اشعه ایکس یا برای حل یک پیوند خاص استفاده می‌شود. این روش‌ها اغلب به عنوان مکمل در نظر گرفته می‌شوند، زیرا پرتوهای ایکس به موقعیت‌های الکترون حساس هستند و به شدت از اتم‌های سنگین پراکنده می‌شوند، در حالی که نوترون‌ها به موقعیت‌های هسته حساس هستند و حتی روی بسیاری از ایزوتوپ‌های نور از جمله هیدروژن و دوتریوم به شدت پراکنده می‌شوند. بلورنگاری الکترونی برای تعیین برخی ساختارهای پروتئینی، به ویژه پروتئین‌های غشایی و کپسیدهای ویروسی استفاده شده‌است.

## مشارکت زنان در بلورنگاری پرتو ایکس
تعدادی از زنان پیشگام در بلورنگاری پرتو ایکس در زمانی بودند که از اکثر شاخه‌های دیگر علوم فیزیکی کنار گذاشته شدند.
کاتلین لونزدیل دانشجوی پژوهشی ویلیام هنری براگ بود که به همراه پسرش لارنس علم بلورنگاری  پرتو ایکس را در آغاز قرن بیستم پایه‌گذاری کردند. او هم برای کارهای تجربی و هم برای کارهای نظری اش شناخته شده‌است. براگ ۱۱ دانشجوی پژوهشگر زن از مجموع ۱۸ دانشجو داشت. کاتلین در سال ۱۹۲۳ به تیم تحقیقاتی بلورنگاری خود در مؤسسه سلطنتی لندن پیوست و پس از ازدواج و بچه دار شدن، به عنوان محقق با براگ کار کرد. او ساختار حلقه بنزن را تأیید کرد، مطالعاتی را در مورد الماس انجام داد، یکی از دو زنی بود که در سال ۱۹۴۵ به عضویت انجمن سلطنتی انتخاب شد و در سال ۱۹۴۹ به عنوان اولین خانم استاد شیمی و رئیس بخش بلورنگاری در دانشگاه کالج لندن. کاتلین همیشه از مشارکت بیشتر زنان در علم حمایت می‌کرد و در سال ۱۹۷۰ می‌گفت: «هر کشوری که بخواهد از همه دانشمندان و فناوران بالقوه خود به‌طور کامل استفاده کند، می‌تواند این کار را انجام دهد، اما نباید انتظار داشته باشد که زنان را به همان سادگی که می‌خواهد به دست آورد. مردان… پس آرمان‌شهری است که پیشنهاد کنیم هر کشوری که واقعاً می‌خواهد زنان متأهل به حرفه علمی بازگردند، در حالی که فرزندانش دیگر نیازی به حضور فیزیکی او ندارند، باید ترتیبات ویژه‌ای برای تشویق او به این کار انجام دهد؟»در این دوره، کاتلین همکاری خود را با ویلیام تی استبری روی مجموعه ای از ۲۳۰ میز گروه فضایی آغاز کرد که در سال ۱۹۲۴ منتشر شد و به ابزاری ضروری برای بلورنگاران تبدیل شد.

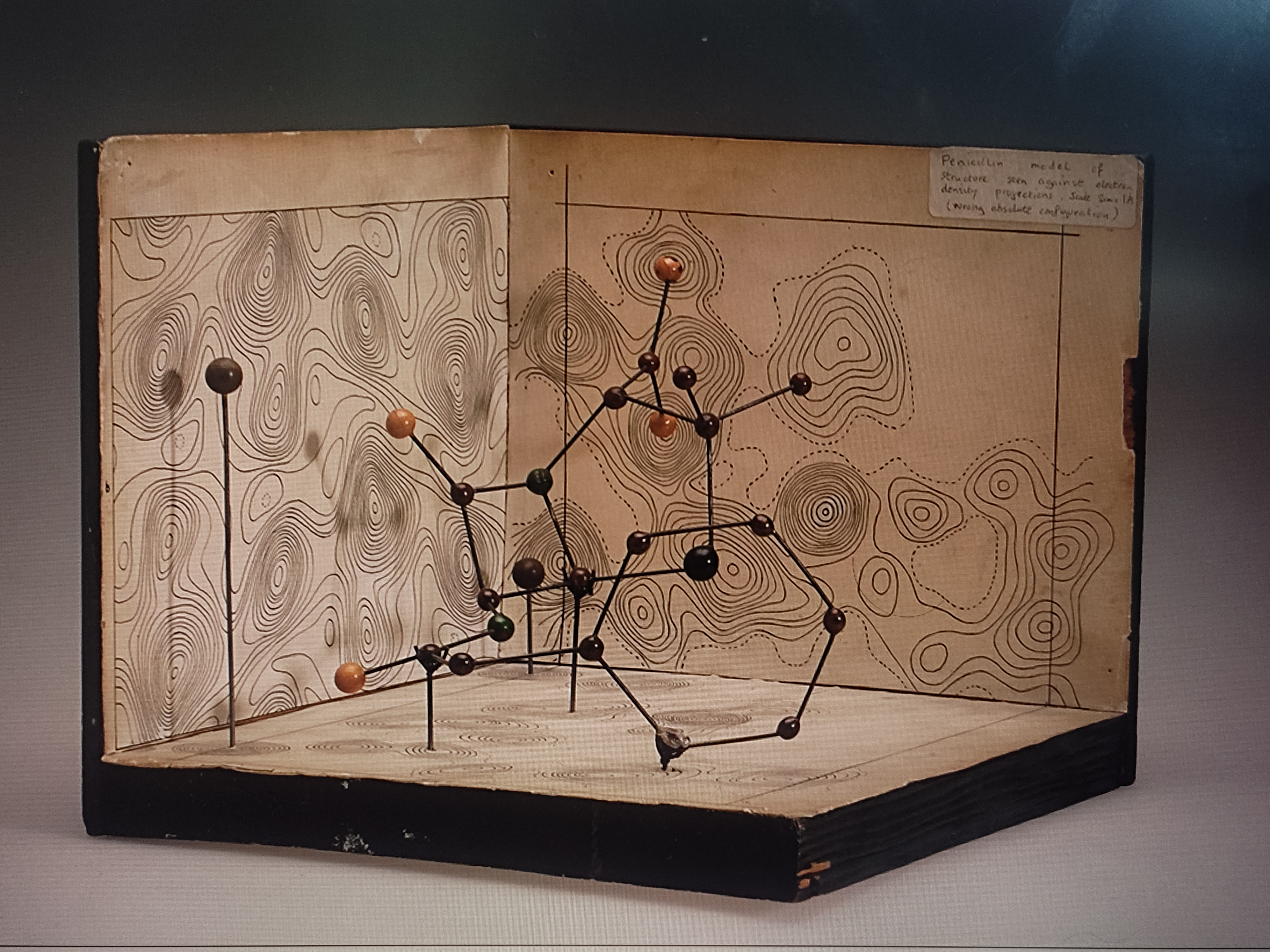
مدل مولکولی پنی سیلین توسط دوروتی هاجکین، ۱۹۴۵

در سال ۱۹۳۲ دوروتی هاجکین به آزمایشگاه فیزیکدان جان دزموند برنال که شاگرد سابق براگ بود در کمبریج انگلستان پیوست. او و برنال اولین عکس‌های اشعه ایکس از پروتئین‌های کریستالی را گرفتند. هوچکین همچنین در تأسیس اتحادیه بین‌المللی بلورنگاری نقش داشت. او در سال ۱۹۶۴ جایزه نوبل شیمی را به خاطر کارش با استفاده از تکنیک‌های اشعه ایکس برای مطالعه ساختار پنی سیلین، انسولین و ویتامین B12 دریافت کرد. کار او بر روی پنی سیلین در سال ۱۹۴۲ در طول جنگ و روی ویتامین B12 در سال ۱۹۴۸ آغاز شد. در حالی که گروه او به آرامی رشد کرد، تمرکز غالب آنها بر روی تجزیه و تحلیل اشعه ایکس محصولات طبیعی بود. او تنها زن بریتانیایی است که تا به حال برنده جایزه نوبل در یک موضوع علمی شده‌است.
روزالیند فرانکلین عکس پرتو ایکسی از یک فیبر DNA گرفت که کلید کشف مارپیچ دوگانه توسط جیمز واتسون و فرانسیس کریک بود، که برای آن هر دو جایزه نوبل فیزیولوژی یا پزشکی را در سال ۱۹۶۲ دریافت کردند. واتسون در شرح زندگی‌نامه خود از کشف ساختار DNA، مارپیچ دوگانه، که او از عکس اشعه ایکس روزالیند بدون اجازه او استفاده کرده بود. فرانکلین در ۳۰ سالگی بر اثر سرطان درگذشت، قبل از اینکه واتسون جایزه نوبل را دریافت کند. فرانکلین همچنین مطالعات ساختاری مهمی در مورد کربن موجود در زغال‌سنگ و گرافیت و ویروس‌های گیاهی و حیوانی انجام داد.
ایزابلا کارل از آزمایشگاه تحقیقاتی نیروی دریایی ایالات متحده یک رویکرد تجربی برای نظریه ریاضی بلورنگاری توسعه داد. کار او سرعت و دقت تجزیه و تحلیل شیمیایی و زیست پزشکی را بهبود بخشید. با این حال، تنها همسرش جروم، جایزه نوبل شیمی ۱۹۸۵ را با هربرت هاپتمن، «به خاطر دستاوردهای برجسته در توسعه روش‌های مستقیم برای تعیین ساختارهای بلوری» به اشتراک گذاشت. دیگر نهادهای اهداکننده جوایز به ایزابلا جوایزی را به خود اختصاص داده‌اند.
زنان کتاب‌های درسی و مقالات تحقیقاتی زیادی در زمینه بلورنگاری اشعه ایکس نوشته‌اند. لونزدیل سال‌ها جداول بین‌المللی بلورنگاری را ویرایش کرد که اطلاعاتی در مورد شبکه‌های بلوری، تقارن و گروه‌های فضایی و همچنین داده‌های ریاضی، فیزیکی و شیمیایی در مورد ساختارها ارائه می‌دهد. اولگا کنارد از دانشگاه کمبریج، مرکز داده کریستالوگرافیک کمبریج را که منبع شناخته شده بین‌المللی داده‌های ساختاری مولکول‌های کوچک است، از سال ۱۹۶۵ تا ۱۹۹۷ تأسیس و اداره کرد. اولین بار در سال ۱۹۷۱ و در سال ۲۰۱۰ در ویرایش سوم آن منتشر شد. النور دادسون، زیست‌شناس متولد استرالیا، که به عنوان تکنسین دوروتی هاجکین شروع به کار کرد، محرک اصلی CCP4 بود، پروژه محاسباتی مشترک که در حال حاضر بیش از ۲۵۰ ابزار نرم‌افزاری را با کریستالوگراف‌های پروتئین در سراسر جهان به اشتراک می‌گذارد.

## شاخه‌های اصلی
- ساختارهای بلوری
- عیوب بلوری
- پراش اشعه ایکس